# Cheer Squad Sleepovers
Pour plus de détails, voir Fiche technique et Distribution.
Cheer Squad Sleepovers (Soirées pyjama des pom-pom girls) est une série pornographique lesbienne américaine de vidéofilms produite par les Studios Girlfriends Films. 
Les Studios Girlfriends Films de Dan O’Connell, le scénariste et réalisateur, sont spécialisés dans les films lesbiens.
Le premier film de la série est sorti en 2012. Le slogan de la série est Looking for something to cheer about, by day they cheer the home team … by night they live their lesbian fantasies !, que l'on peut traduire par Recherchant quelque chose pour se réjouir, le jour elles applaudissent l'équipe qu'elles supportent ... la nuit elles vivent leurs fantasmes lesbiens !.
En 2013, Cheer Squad Sleepovers a remporté l'AVN Award du meilleur film "femme mure / jeune femme" (Best Older Woman/Younger Girl).

## Liste des films

### Cheer Squad Sleepovers de 1 à 10
- Cheer Squad Sleepovers Episode 1 (16 mars 2012 - 185 min) :
  - scène 1 : Hayden Hawkens & Syren De Mer
  - scène 2 : Bree Daniels & Samantha Ryan
  - scène 3 : Hayden Hawkens & Hayden Winters
  - scène 4 : Syren De Mer & Vanilla DeVille
- Cheer Squad Sleepovers Episode 2 (4 mai 2012 - 177 min) :
  - scène 1 : India Summer & Lexi Belle
  - scène 2 : Abby Darling & Syren De Mer
  - scène 3 : Abby Darling & Jessie Andrews
  - scène 4 : Georgia Jones & Syren De Mer
- Cheer Squad Sleepovers Episode 3 (10 août 2012 - 172 min) :
  - scène 1 : Bree Daniels & Jelena Jensen
  - scène 2 : Anastasia Pierce & Marie McCray
  - scène 3 : Cassie Laine & Chloe Lynn
  - scène 4 : Daisy Layne & Syren De Mer
- Cheer Squad Sleepovers Episode 4 (11 janvier 2013 - 143 min) :
  - scène 1 : Ashli Orion & Anikka Albrite
  - scène 2 : India Summer & Odette Delacroix
  - scène 3 : Shyla Jennings & Aaliyah Love
  - scène 4 : Shyla Jennings & Zoey Holloway
- Cheer Squad Sleepovers Episode 5 (12 avril 2013 - 185 min) :
  - scène 1 : Courtney Cummz & Lily Carter
  - scène 2 : Chastity Lynn & Cherie DeVille
  - scène 3 : Amber Chase & Sara Luvv
  - scène 4 : Sadie Holmes & Sovereign Syre
- Cheer Squad Sleepovers Episode 6 (2013 - 165 min) :
  - scène 1 : Alice March & Lily Carter
  - scène 2 : Aryana Augustine & Eva Lovia
  - scène 3 : Eva Lovia & Prinzzess
  - scène 4 : Alice March & Cherie DeVille
- Cheer Squad Sleepovers Episode 7 (2013 - 162 min) :
  - scène 1 : Veronica Snow & Jessie Andrews
  - scène 2 : Cherie DeVille & Jessica Robbin
  - scène 3 : Prinzzess & Sami St. Clair
  - scène 4 : Angie Noir & Shae Snow
- Cheer Squad Sleepovers Episode 8 (2014 - 163 min) :
  - scène 1 : Cherie DeVille & Shae Snow
  - scène 2 : Lena Nicole & Whitney Westgate
  - scène 3 : Darla Crane & Ashlyn Molloy
  - scène 4 : Lena Nicole & Shae Snow
- Cheer Squad Sleepovers Episode 9 (2014 - 182 min) :
  - scène 1 : Aaliyah Love & Jenna J Ross
  - scène 2 : Dillion Harper & Prinzzess
  - scène 3 : Adriana Chechik & Scarlet Red
  - scène 4 : Keisha Grey & Veruca James
- Cheer Squad Sleepovers Episode 10 (2014 - 217 min) :
  - scène 1 : Brooklyn Chase & Ashlie Oliver
  - scène 2 : Adriana Chechik & Whitney Westgate
  - scène 3 : Scarlet Red & Jenna J Ross
  - scène 4 : Charlotte Stokely & Scarlet Red

### Cheer Squad Sleepovers de 11 à 20
- Cheer Squad Sleepovers Episode 11 (2014 - 140 min) :
  - scène 1 : Belle Noire et Prinzzess
  - scène 2 : Prinzzess et Riley Reid
  - scène 3 : Adriana Chechik et Belle Noire
  - scène 4 : Abigail Mac et Simone Sonay
- Cheer Squad Sleepovers Episode 12 (2015 - 173 min) :
  - scène 1 : Chanel Preston et Eva Lovia
  - scène 2 : A.J. Applegate et Angela Sommers
  - scène 3 : Chanel Preston et Mercedes Carrera
  - scène 4 : Alice March et Eva Lovia
- Cheer Squad Sleepovers Episode 13 (2015 - 143 min) :
  - scène 1 : Prinzzess et Scarlet Red
  - scène 2 : Kenna James et Lena Nicole
  - scène 3 : Melissa May et Simone Sonay
  - scène 4 : Mercedes Carrera et Vanessa Veracruz
- Cheer Squad Sleepovers Episode 14 (2015 - ? min) :
  - scène 1 : Prinzzess et Aidra Fox
  - scène 2 : Mindi Mink et Nina North
  - scène 3 : Prinzzess et Gwen Stark
  - scène 4 : Jorden Kennedy et Sindy Lange
- Cheer Squad Sleepovers Episode 15 (2015 - plus de 2h) :
  - scène 1 : Jenny Sativa et Luna Star
  - scène 2 : Samantha Rone et Tanya Tate
  - scène 3 : Lena Nicole et Jenna Sativa
  - scène 4 : Alex Grey, Bree Daniels et Jackie Marie
- Cheer Squad Sleepovers Episode 16 (2016 - plus de 2h) :
  - scène 1 : Kristen Scott, Dana DeArmond et Alice Lighthouse
  - scène 2 : Chanel Preston et Cece Capella
  - scène 3 : Darcie Dolce et Shyla Ryder
  - scène 4 : Alexa Grace et Sadie Pop
- Cheer Squad Sleepovers Episode 17 (2016 - plus de 2h) :
  - scène 1 : Prinzzess et Mackenzie Lohan
  - scène 2 : Jenna Sativa et Jenna J Ross
  - scène 3 : Megan Sage et Val Dodds
  - scène 4 : Jenna Foxx et Julia Ann
- Cheer Squad Sleepovers Episode 18 (2016 - plus de 2h) :
  - scène 1 : Sandy Fantasy et Megan Sage
  - scène 2 : Shyla Jennings et Nicole Clitman
  - scène 3 : Prinzzess et Trinity St. Clair
  - scène 4 : Kirsten Lee et Ellena Banks
- Cheer Squad Sleepovers Episode 19 (2016 - plus de 2h) :
  - scène 1 : Blair Williams et Bree Daniels
  - scène 2 : Elsa Jean et Scarlett Sage
  - scène 3 : Blake Eden et Violet Starr
  - scène 4 : Anya Olsen et Scarlett Sage
- Cheer Squad Sleepovers Episode 20 (2016 - plus de 2h) :
  - scène 1 : Anya Olsen et Violet Starr
  - scène 2 : Lena Paul et Megan Sage
  - scène 3 : Nicole Clitman et Alexis Fawx
  - scène 4 : Shy Love et Kristen Scott

### Cheer Squad Sleepovers de 21 à 30
- Cheer Squad Sleepovers Episode 21 (2017 - plus de 2h) :
  - scène 1 : Summer Day et Blair Williams
  - scène 2 : Veruca James et Violet Starr
  - scène 3 : Summer Day et Syren De Mer
  - scène 4 : Alison Rey et Karlee Grey
- Cheer Squad Sleepovers Episode 22 (2017 - plus de 2h) :
  - scène 1 : Whitney Wright et Lucie Cline
  - scène 2 : Zoey Taylor et Maya Morena
  - scène 3 : Avi Love et Aubrey Sinclair
  - scène 4 : Zoey Taylor et Karter Foxx
- Cheer Squad Sleepovers Episode 23 (2017 - plus de 2h) :
  - scène 1 : Mindi Mink et Zoey Taylor
  - scène 2 : Karlee Grey et Lena Paul
  - scène 3 : Lena Paul et Scarlett Sage
  - scène 4 : Dolly Leigh et Dana DeArmond
- Cheer Squad Sleepovers Episode 24 (2017 - plus de 2h) :
  - scène 1 : Aali Kali et Brenna Sparks
  - scène 2 : Audrey Noir et Lilly Ford
  - scène 3 : Ember Snow et Brenna Sparks
  - scène 4 : Pristine Edge et Eden Blair
- Cheer Squad Sleepovers Episode 25 (2018 - plus de 2h) :
  - scène 1 : Ella Knox et Lauren Phillips
  - scène 2 : Lily Adams et Amara Romani
  - scène 3 : Naomi Woods et Chanell Heart
  - scène 4 : Richelle Ryan et Zoey Monroe
- Cheer Squad Sleepovers Episode 26 (2018 - plus de 3h) :
  - scène 1 : Summer Day et Christy Love
  - scène 2 : Scarlett Sage et Reagan Foxx
  - scène 3 : Prinzzess et Sabina Rouge
  - scène 4 : Aaliyah Love et Olive Glass
- Cheer Squad Sleepovers Episode 27 (2018 - plus de 3h) :
  - scène 1 : Shyla Jennings et Zoey Bloom
  - scène 2 : Sabina Rouge et Gracie May Green
  - scène 3 : Prinzzess et Elsa Jean
  - scène 4 : India Summer et Scarlett Sage
- Cheer Squad Sleepovers Episode 28 (2018 - plus de 2h) :
  - scène 1 : Jade Nile et Maya Bijou
  - scène 2 : Jade Nile et Nova Cane
  - scène 3 : Maya Bijou et Natalie Brooks
  - scène 4 : Nova Cane et Natalie Brooks
- Cheer Squad Sleepovers Episode 29 (2018 - plus de 2h) :
  - scène 1 : Elsa Jean et Jill Kennedy
  - scène 2 : Cherie DeVille et Victoria Voxxx
  - scène 3 : Carmen Caliente et Reagan Foxx
  - scène 4 : Jill Kassidy et Milana May
- Cheer Squad Sleepovers Episode 30 (2018 - plus de 2h) :
  - scène 1 : Ariana Marie et Zoey Taylor
  - scène 2 : Daisy Stone et Sophia Lux
  - scène 3 : Vina Sky et Vanna Bardot
  - scène 4 : Sarah Bella et Jade Baker

### Cheer Squad Sleepovers 31
- Cheer Squad Sleepovers Episode 31 (2019 - plus de 2h) :
  - scène 1 : Katie Kush et Doly Leigh
  - scène 2 : Danni Rivers et Isabella Nice
  - scène 3 : Lexi Lore et Harmony Wonder
  - scène 4 : Lacy Lennon et Lexie Fox

## Récompenses et nominations
- 2013 AVN Award : Best Older Woman/Younger Girl - Cheer Squad Sleepovers[2]